# 塔维·罗伊瓦斯
塔维·罗伊瓦斯（發音：[ˈtɑːʋi ˈrɤi̯ʋɑs]；1979年9月26日—），爱沙尼亚改革党政治家，2014年3月26日担任爱沙尼亚总理。
罗伊瓦斯此前任社会事务部长（2012–2014），在总理安德鲁斯·安西普因赴任欧盟职务宣布辞职后，2014年3月14日被托马斯·亨德里克·伊尔韦斯总统提名为总理，他在3月24日经爱沙尼亚议会投票表决同意后，与社会民主党组建爱沙尼亚新一届政府。3月26日总统批准他提出的内阁成员名单后，他正式就任总理职务。罗伊瓦斯上任时只有34岁，是目前欧盟成员国中最年轻的政府总理。

## 生平
罗伊瓦斯出生于1979年9月26日，1998年加入改革党，已从政十余年。1999年到2002年任司法部长马特·拉斯克（Märt Rask）的顾问。2004-2005年任塔林市哈貝爾斯蒂区区长，2003年到2004年任人口事务部长顾问。2005年，他成为安德鲁斯·安西普总理的顾问。2005年当选塔林市议会议员，2007年和2011年进入里吉科古（爱沙尼亚国会）。2012年任爱沙尼亚社会事务部长。
2014年2月，安西普总理宣布他将辞职，转任欧盟职务。改革党领导人西姆·卡拉斯决定更换合作党派，开始与社会民主党谈判联合组建新政府，但他在3月12日宣布不会出任总理，罗伊瓦斯被推出作为新总理候选人。

## 个人
罗伊瓦斯会讲爱沙尼亚语、英语、芬兰语和俄语。他的女友是流行歌手路易莎·韦克（Luisa Värk），有一女。

## 荣誉

### 爱沙尼亚勋章奖章
- 二等国徽勋章（英语：Order of the National Coat of Arms）（2017年2月8日批准，2017年2月23日颁发[9]）